# Селанд
Селанд или Шјеланд (дан. Sjælland) је са 7.542 km² највеће острво Данске (ако се не рачуна Гренланд, који је веће величине). Селанд је 1. јануара 2020. имао 2.319.705 становника.
Острво Селанд од шведске области Сканија одваја мореуз Оресунд, а од 2000. спаја истоимени мост. Селанд је на западној страни одвојен од острва Фин мореузом Велики Белт, преко кога такође постоји мост. На југу је острво Фалстер. И према овом острву постоје мостови (Farøbroerne, Storstrømsbroen). 
Највише природно узвишење високо је 122,9 метара.

## Етимологија
Порекло данског имена Sjælland није тачно познато. Sjæl на савременом данском значи „душа“; претпостављено је извођење из siô/sæ (што значи „језеро“ или „море“). Међутим, данас је уобичајена хипотеза да се стародански облик Siâland заснива на речи *selha- са завршетком *wundia-. Ово последње значи „указује, личи”. Реч *selha- може имати два различита значења: „печат” (на модерном данском sæl) или „дубоки залив, фјорд”. Пошто је Роскилде велико и древно насеље на Зеланду, до којег се може доћи морским путем кроз уски фјорд Роскилде (огранак од Исефјорда), претпоставља се да су поморци острво назвали по овоме.
Могуће је да је енглески облик позајмљен из немачког облика Seeland. Ови облици могу бити засновани на претпоставци да први део значи море или језеро (немачки See), или би једноставно могли бити засновани на алтернативном данском облику имена, Sælland, који је био уобичајен до 19. века.

## Историја
Племенски Данци су дошли са Зеланда и Сканије и говорили су раним обликом северногерманског. Историчари верују да су пре њиховог доласка већину Јутланда и најближих острва населила племена Јута. Јути су на крају мигрирали у Велику Британију, неки као плаћеници бритонског краља Вортигерна, и добили су југоисточне територије Кента, острво Вајт и друге области, где су се населили. Они су касније апсорбовани или етнички очишћени од стране инвазивних Англа и Саса, који су формирали Англосаксонце. Преостало јутско становништво у Јутланду се асимилирало са досељеним Данцима.
Валдемаров зеландски закон био је грађански законик донесен у 13. веку. Пре усвајања јутландских, зеландских и сканијских закона, није било униформности закона у свим насељима у Данској. Рингстед и касније Роскилде били су први важни политички и верски центри на острву, а улогу је касније преузео Копенхаген. Други важни верски центри пре реформације били су опатија Соре у Спреу и опатија Есром у Рсруму. Са својом стратешком локацијом на улазу у Ересунд, посебно након изградње замка Кронборг и увођења наплате пролаза, Хелсингер ће се касније развити у најважнији град и морску луку изван Копенхагена.
Већи део Северног Зеланда је вековима, почевши од касног 16. века, био у власништву круне и углавном се користио као краљевско ловачко подручје. Локална властелинства су играла централну улогу у економији остатка острва.
Рани индустријски центри изван Копенхагена укључивали су Мулеон са својим воденицама, фабриком оружја Кронборг у Хелебеку, Фредериковим погонима Јохана Фредерика Класена у Фредериксверку и Фабриком текстила Кенг Ниелса Риберга у Вордингборгу. Значајни делови најјужнијег дела острва били су у 18. веку део коњичког округа Вордингборг.
Прве железнице на острву изградио је Дет Сјеландске Јернбанеселскаб (1847-1888). Прва деоница отворена је између Копенхагена и Роскилда 1847.

## Митолошко порекло
У нордијској митологији, како је речено у Гилфагинингу, острво је створила богиња Гефјун након што је преварила Гилфија, краља Шведске. Она је уклонила комад земље и превезла га у Данску, која је постао Зеланд. Празан простор се напунио водом и постао Меларен. Међутим, пошто модерне мапе показују сличност између Зеланда и шведског језера Венерн, понекад се идентификује као рупа коју је оставила Гефјун. Гефјун је краљица краља Скјелдра, истоименог претка Скилдингса, у вези са етимолошком расправом.

## Географија
Селанд је најнасељеније данско острво. Неправилног је облика и налази се северно од острва Лоланд, Фалстер и Мен. Мало острво Амагер лежи одмах источно.
Копенхаген је углавном на Селанду, али се протеже преко северног Амагера. Бројни мостови и метро у Копенхагену повезују Селанд са Амагером, који је повезан са Сканијом у Шведској мостом Ересунд преко вештачког острва Пеберхолм. Селанд је спојен на западу са Фуненом, фиксном везом Великог појаса, а Фунен је мостовима повезан са копном земље, Јутландом.
Регионална подружница националног емитера ДР је 5. јуна 2007. известила да је Кобанке на југоистоку у близини града Ренеде у општини Факс, са висином од 122,9 m (403 ft), била највиша природна тачка на Селанду. Гилденловесхеј, јужно од града Роскилде, има висину од 126 m (413 ft), али то је због вештачког брда које је направљено током 17. века и његова највиша природна тачка је само 121,3 m (398 ft).
Селанд је дао име селандској ери палеоцена.

## Становништво
На североистоку Селанда и острву Амагер налази се главни град Данске, Копенхаген. Регион главног града покрива 2561 км². У њему је 2009. живело 1.167.569 људи, што је више од 20% становништва земље. Остали значајни градови су историјска престоница Данске Роскилде и Хелсингер. 
Укупан број становника острва је 2.208.348 (2013). 